# Harold McMunn
Harold Edgar McMunn (Kanada, Ontario, 1902. október 6. – Kanada, Manitoba, Winnipeg, 1964. február 5.) olimpiai bajnok kanadai jégkorongozó.
1919 és 1923 között a Winnipeg Junior Falcons játékosa volt. 1921-ben mindent megnyertek, amit egy kanadai csapat megnyerhet: a Turnbull-kupát, az Abbott-kupát és a Memorial-kupát. A győztes évek után a Toronto Granitesbe került.
Részt vett az 1924-es téli olimpián mint a kanadai válogatott bal szélsője. A csoportból nagyon könnyen jutottak tovább. A támadók összesen 85 gólt ütöttek 3 mérkőzésen. A döntő csoportban is egyszerű dolguk volt, és 3 mérkőzésen mindössze 3 gólt kaptak, illetve 47-et szereztek.
Ez a kanadai válogatott valójában a Toronto Granites volt, amely amatőr játékosokból állt.
Köszönhetően a sikeres 1921-es évnek, a csapattal együtt beválasztották a Manitoba Hockey Hall of Fame-be és a Manitoba Sports Hall of Fame-be is.